# Myjava

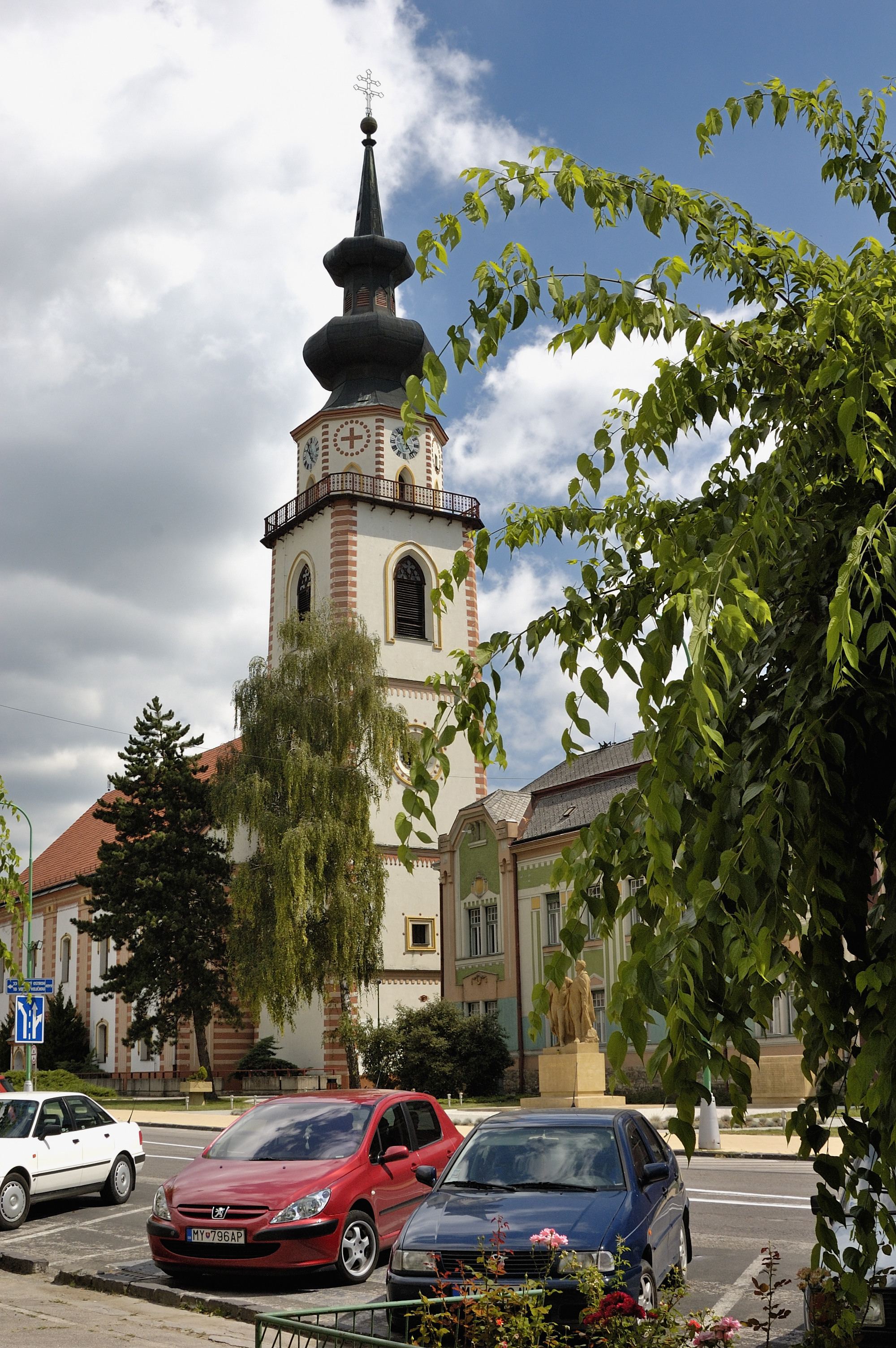
Centrum

Myjava – miasto na Słowacji w kraju trenczyńskim; ośrodek administracyjny powiatu Myjava; 12,3 tys. mieszkańców (2011).

## Położenie
Myjava leży nad rzeką Myjavą, u podnóży Białych Karpat.

## Historia
Pierwsza pisemna wzmianka o miejscowości pochodzi z 1262 roku. W 1392 r. była wspominana jako "kopaničiarska obec", tj. wieś o osadnictwie rozrzuconym na znacznym terenie. Mieszkańcy zajmowali się rolnictwem, hodowlą i domowym rzemiosłem. W drugiej połowie XVIII w. uzyskała status prywatnego miasteczka. Od połowy XIX w. znaczący ośrodek słowackiego "przebudzenia" narodowego i rozwoju słowackiej myśli politycznej.
W 1980 r. do Myjavy przyłączona została osobna dotąd wieś Turá Lúka, wzmiankowana już w 1580 r.

## Miasta partnerskie
- Kostelec nad Orlicí
- Little Falls (Nowy Jork)